# مالویچینو
مالویچینو (به ایتالیایی: Malvicino) یک کومونه در ایتالیا است که در استان آلساندریا واقع شده‌است.

## خصوصیات
مالویچینو ۸٫۶ کیلومترمربع مساحت و ۱۲۴ نفر جمعیت دارد.